# 충북대학교 축구부
충북대학교 축구부(영어: Chungbuk University  Football Club)는 대한민국 충북대학교에 위치한 대학교 축구부로 충북대학교에서 운영하는 대학 축구부였었다. 

## 참고 문헌
- “KFA 통합경기정보 시스템”. 대한축구협회.
- 약속의 땅 통영 제59회 춘계대학축구연맹전 출전 선수 명단

## 같이 보기
- 충북대학교